# 俄羅斯酒店

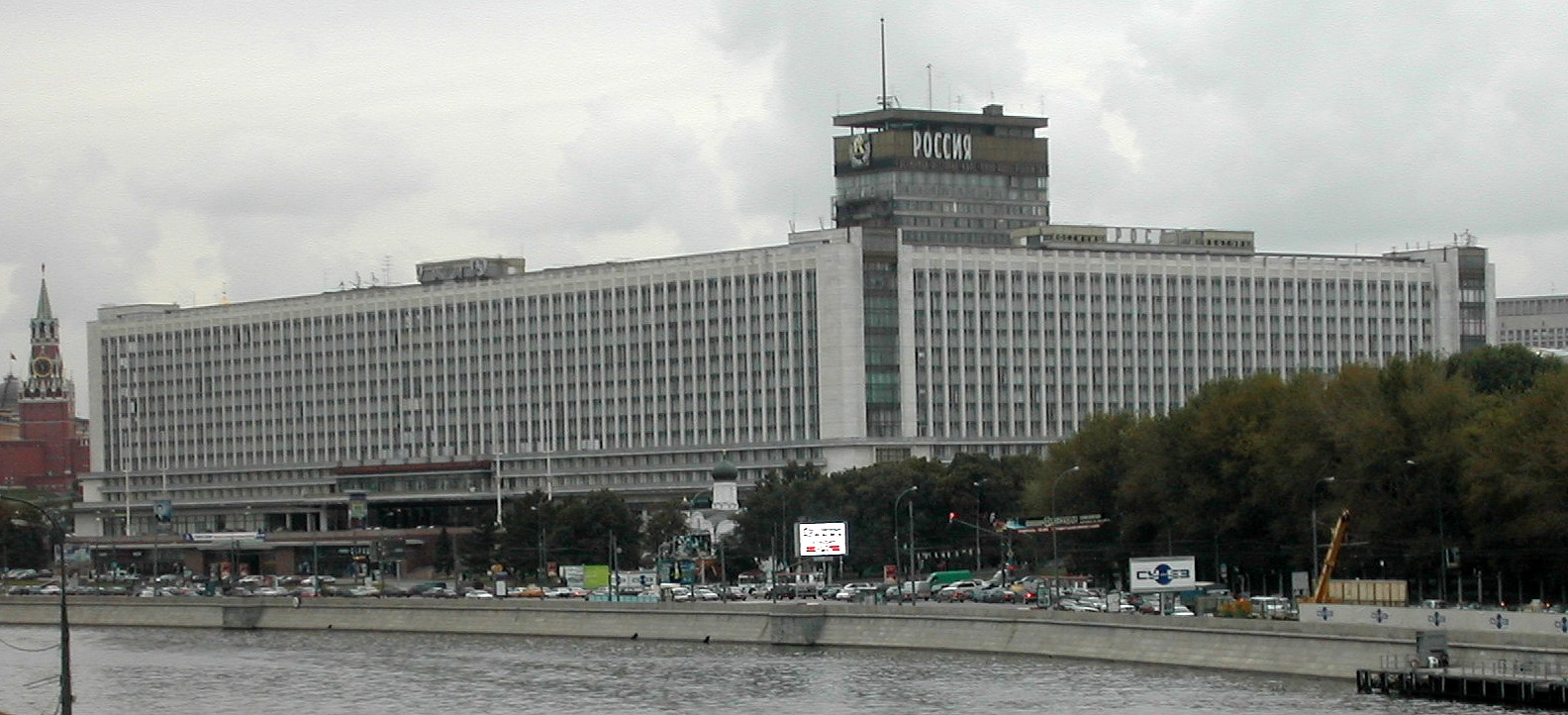
俄羅斯酒店

俄羅斯酒店（俄语：Гостиница «Россия»）是位於俄羅斯首都莫斯科的一座五星級酒店。

## 历史
修建於1964年至1967年，由蘇聯政府下令修建，设计师为德米特里·切丘林。這座建築的地基本來是史達林主義建築七姐妹的一部分（總數為8棟），在蘇聯領導的指示下，以實用性為最高政治原則，華麗的設計被放棄，改成了方正的模樣。在美高梅大酒店竣工之前，該酒店是世界最大的酒店。俄羅斯酒店高21層，有3000間客房和多種設施。2006年，俄羅斯酒店被拆除。